# Narcís Pascual i Colomer
Narcís Pascual i Colomer (n. 1808, Valencia, Comunitatea Valenciană, Spania – d. 9 iunie 1870, Lisabona, Portugalia) a fost un arhitect spaniol. A proiectat Universidad de Zaragoza (clădirea Universității din Zaragoza) în 1849.
Cea mai cunoscută clădire construită de el este Congreso de los Diputados din Madrid, finalizată în 1843.
1. ↑  Narciso, autor del Madrid romántico (în spaniolă), accesat în 16 aprilie 2018
2. 1 2 3   (PDF) https://www.coam.org/media/Default%20Files/fundacion/biblioteca/revista-arquitectura-100/1946-1958/docs/revista-articulos/revista-nacional-arquitectura-1948-n81-pag362-364.pdf Lipsește sau este vid: |title= (ajutor)
3. ↑   https://www.elromanticismo.es/arquitectura.htm Lipsește sau este vid: |title= (ajutor)
4. 1 2   http://hemerotecadigital.bne.es/details.vm?o=&w=Narciso+Pascual+Colomer+1801&f=text&t=%2Bcreation&l=600&l=700&lang=es&s=2, accesat în 16 aprilie 2018 Lipsește sau este vid: |title= (ajutor)
5. ↑   https://hemerotecadigital.bne.es/hd/es/viewer?id=da33429e-164d-44ea-b36f-e3fe847189f8&page=3 Lipsește sau este vid: |title= (ajutor)
6. ↑   https://hemerotecadigital.bne.es/hd/es/viewer?id=27c682b9-75dd-415f-91bb-c17dcf6ee350 Lipsește sau este vid: |title= (ajutor)